# Josetti-Höfe

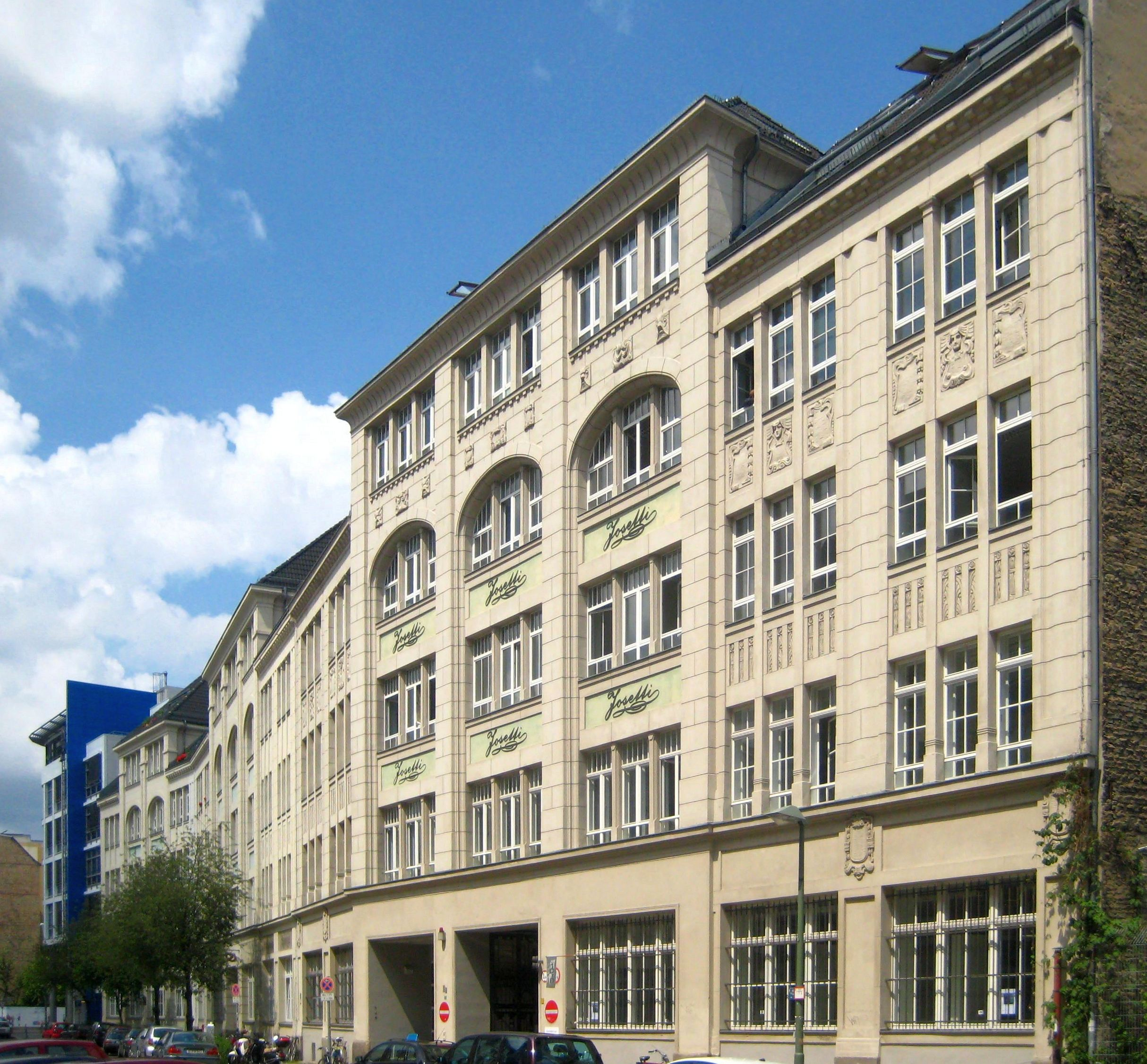
Josetti Höfe, Straßenseite

Die Josetti-Höfe sind ein Bauensemble in Berlin-Mitte, das unter Denkmalschutz steht.

## Lage
Die Josetti-Höfe liegen in der historischen Luisenstadt. Sie erstrecken sich von der Rungestraße (Hausnummern 22–25) bis zur Spree.

## Geschichte
Die Josetti-Höfe wurden 1906 auf einem ehemaligen Holzlagerplatz errichtet. Seit 1923 wurde in dem Gebäudekomplex von der namensgebenden Firma Josetti die Zigarettenmarke Juno produziert, nach dem Zweiten Weltkrieg bis 1960 von der staatlichen Berliner Zigarettenfabrik. Anschließend hatten in den Höfen u. a. ein Dokumentarfilmstudio, der DDR-Computerhersteller Robotron und nach der Wende das Landesamt zur Regelung offener Vermögensfragen seinen Sitz. Nach 2004 erfolgte zunächst eine Nutzung durch Kleinunternunternehmen. Ab 2012 wurden die Josetti Höfe durch die Bato group Real Estate Investments komplett umgebaut und auf moderne Ansprüche ausgerichtet. Dabei wurde die nutzbare Fläche von ca. 13.000 m² auf über 14.600 m² erweitert. Derzeit werden die Flächen vor allem von Unternehmen aus der Medien- und Finanzbranche genutzt.

## Bauliche Gestaltung
Die Gewerbehofanlage erstreckt sich mit mehreren Höfen bis zur Spree. Die dreiständrige Stahlskelettkonstruktion der Hauptflügel ermöglicht freie Grundrisslösungen mit bis zu geschossgroßen Produktionsräumen. Die deutlichen schmaleren Seitenflügel sind zweiständrig angelegt. Die vertikale Erschließung erfolgt über eine größere Zahl von Treppenhäusern und Aufzügen, so dass in der Regel jeder Gebäudeflügel mindestens über eine Treppen- und Aufzugsanlage verfügt. Die über zwei Parzellen reichende und vier- bis fünfgeschossige Hauptfassade folgt dem leicht gekrümmten Straßenverlauf. Drei mehrachsige Risalite, jeweils um ein Geschoss erhöht, sowie eine differenzierte vertikale Gliederung mittels Lisenen und Pilaster rhythmisieren die lang gestreckte Straßenfront. Die Fassade ist mit Jugendstildekor sparsam verziert.